# 卡斯哈潘帕區
卡斯哈潘帕區（西班牙語：Distrito de Cashapampa），是秘魯的一個區，位於該國北部安卡什大區的錫瓦斯省，始建於1964年11月23日，面積66.96平方公里，海拔高度3,425米，2005年人口3,058，人口密度為每平方公里46人。